# Marcelo Crivella
Marcelo Bezerra Crivella, GOMM · GOMA, né le 9 octobre 1957 à Rio de Janeiro (Brésil), est un  ingénieur, écrivain religieux et homme politique brésilien. Il est ministre de la Pêche et de l'Aquaculture entre 2012 et 2014 et sénateur entre 2003 et 2017. Il est évêque évangélique charismatique. Il est maire de Rio de Janeiro du 1er janvier 2017 au 1er janvier 2021. Il est battu lors des élections municipales de 2020 par Eduardo Paes, son prédécesseur. 
Le 22 décembre, 9 jours avant la fin de son mandat, il est arrêté puis placé en détention à domicile. Il est soupçonné d'avoir organisé un système de pots-de-vin à la mairie.

## Biographie
Marcelo Bezerra Crivella est né à Rio de Janeiro de parents catholiques, mais a fréquenté l'Église méthodiste dans sa jeunesse. En 1977, il a commencé à fréquenter l’église de son oncle Edir Macedo, l'Église universelle du royaume de Dieu. Il a étudié à l'Université Santa Ursula en génie civil et a obtenu un Bachelor of Science en 1984.

### Ministère
En 1992, il est devenu pasteur missionnaire en Afrique du Sud pour l'Église universelle, jusqu’en 2002. 
En 1999, il a signé un contrat de musique gospel avec Sony Music .  Au cours de sa carrière, il a sorti 14 disques, se vendant à plus de 5 millions d'exemplaires.
Il a écrit plusieurs livres dont Histórias de Sabedoria e Humildade, Um Sonho que se Tornou Realidade.

### Politique
En 2003, il devient sénateur pour l'État de Rio de Janeiro jusqu’en 2017 . 
Il rejoint le Parti républicain brésilien, un parti de droite - également fondé par son oncle - proche des milieux évangéliques, et devient ministre de la Pêche et de l'Aquaculture entre 2012 et 2014, son parti s'étant allié à la présidente Dilma Rousseff (avant de se retourner contre elle et de voter sa destitution en 2016).

### Maire de Rio de Janeiro
Le 30 octobre 2016, il est élu maire de Rio de Janeiro avec 59,36 % des voix face à Marcelo Freixo (PSOL), promettant notamment une lutte très ferme contre la criminalité,,,,. Il entre en fonctions le 1er janvier 2017.
Il réduit à hauteur de 2,2 milliards de réais (environ 500 millions d’euros) les investissements dans le secteur de la santé entre 2017 et 2019. La situation des hôpitaux est critique en 2019, en raison du manque de matériel et de personnel soignant. Des patients atteints de maladies chroniques doivent parfois attendre des mois avant d’obtenir leurs traitements et les files d’attente aux urgences ne cessent de s’allonger.
La situation financière de la ville est également préoccupante : personnels soignants, fonctionnaires et employés d’entreprises prestataires de services des hôpitaux municipaux déclarent une grève en décembre 2019 en raison de salaires impayés. La mairie décide alors d'entrée en cessation de paiements « jusqu’à nouvel ordre » afin de faire pression sur les grévistes. La mesure serait « ponctuelle » et pourrait « être annulée à tout moment », selon les autorités.
D'après le parquet de Rio de Janeiro, le budget alloué aux dépenses publicitaires pour promouvoir la gestion de la municipalité est presque doublé en 2019 par rapport à l’année précédente. Les subventions accordées à la Gay Pride et au carnaval de Rio, qualifiées de fêtes « sataniques », sont diminuées. 
Candidat à sa réélection en 2020, il termine en deuxième position le 15 novembre en obtenant 22 % des voix et se qualifie pour le second tour. Le 29 novembre, il obtient 36 % des voix au second tour en étant battu par Eduardo Paes, son prédécesseur à la mairie, qui est élu avec 64 % des suffrages.

## Positions
Il défend des positions souvent très conservatrices sur les questions sociétales. Il s'est ainsi déclaré favorable à la « soumission de la femme à l'homme », a qualifié l'homosexualité de « mal terrible », ou encore affirmé que les catholiques étaient des prêcheurs « démoniaques » et les hindous des « buveurs de sang ». Il déclare par la suite regretter ses anciennes prises de position, tenues jusqu'au début des années 2000, les qualifiant « d'erreurs de jeunesse ».

### Controverses
Des élus de gauche radicale déposent en juillet 2018 une demande de destitution contre Marcelo Crivella, lui reprochant de violer les principes de la laïcité et d'offrir des passe-droits aux Églises évangéliques. Cette demande survient à la suite d'une réunion secrète convoquée par le maire au cours de laquelle ce dernier, selon des informations parues dans la presse, avait promis à 250 pasteurs évangéliques de faciliter à leurs fidèles des opérations de la cataracte, des soins contre les varices et des vasectomies pour éviter les mois d’attente des hôpitaux de la ville. Il s'était également engagé à faire exempter de la taxe foncière leurs églises, ainsi qu'à leur procurer des fonds publics. 
Marcelo Crivella met à la disposition de son fils, candidat en 2018 aux élections législatives, du personnel et matériel municipal afin d'organiser des meetings de campagne. Les employés de la ville étaient notamment conduits dans des véhicules municipaux de collecte des ordures pendant leurs heures de travail vers les meetings. En outre, le personnel municipal a été utilisé pour intimider des journalistes et des personnes critiquant le maire. Il est condamné en septembre 2020 à une peine d’inéligibilité jusqu’en 2026 pour abus de pouvoir, mais cette condamnation est suspendue par le Tribunal supérieur électoral, lui permettant de se représenter en novembre de la même année.  
Il fait par ailleurs l'objet d'une enquête du parquet portant sur un réseau présumé de détournement de fonds publics blanchis au sein de l’Église universelle du royaume de Dieu.

### Arrestation
Le 22 décembre, à neuf jours de la fin de son mandat, Marcelo Crivella est arrêté à son domicile, car il est accusé d’être à la tête d’un vaste système de corruption au sein de la mairie de Rio. Lors de l’opération, plusieurs de ses proches ont été arrêtés, notamment l’homme d’affaires Rafael Alves, frère de l’ancien président de l’agence municipale de tourisme, et soupçonné d’être le cerveau du système.